# Suite américaine
La Suite américaine en la majeur (opus 98b, 1895) est une suite orchestrale du compositeur tchèque Antonín Dvořák.

## Présentation
La Suite américaine est d’abord écrite pour le piano, connue comme Suite en la majeur. Composée à New York en 1894 en moins d’une semaine, elle est ensuite orchestrée en deux temps, juste avant le départ de Dvořák pour l’Europe et plus d’un an après son retour. Mais si la version pianistique est aussitôt publiée, la partition d’orchestre doit attendre plusieurs années. La Suite américaine n'est jouée en concert qu’en 1910, créée à Prague le 1er mars 1910 par l'Orchestre philharmonique tchèque dirigé par Karel Kovařovic, et éditée en 1911 par Simrock, sept ans après la mort du compositeur.
Elle se compose de cinq mouvements, tous fortement marqués par la danse :
1. Andante con moto
2. Allegro
3. Moderato (alla polacca)
4. Andante
5. Allegro

La Suite américaine, d'une durée moyenne d'exécution de vingt-et-une minutes environ, porte le numéro d'opus 98b et, dans le catalogue des œuvres du compositeur établi par Jarmil Burghauser, le numéro B. 190,.

## Orchestration et analyse
L’œuvre est orchestrée pour 1 piccolo, 2 flûtes, 2 hautbois, 2 clarinettes, 2 bassons, 1 contrebasson, 4 cors, 2 trompettes, 3 trombones, 1 tuba, timbales, percussions (grosse caisse, cymbales, triangle) et cordes.
Comme souvent chez Dvořák, l’orchestre donne à la partition une ampleur nouvelle. L’aspect cyclique cher au compositeur s’affirme avec la reprise du thème principal du premier mouvement à la conclusion de l’œuvre. Ce thème d’ouverture est marqué par le style américain de Dvořák dont il est difficile de déterminer s’il provient d’un folklore typique du Nouveau Monde ou tout simplement de la musique des émigrants tchèques, que le Directeur du conservatoire de New York aimait écouter pendant son séjour aux États-Unis.
Cette influence américaine mâtinée de tradition slave est également perceptible dans le moderato central au rythme de polonaise, et dans le thème extrême-oriental du dernier mouvement, où l’orchestre passe avec souplesse du mineur au majeur, flûte et hautbois à l’unisson.
Loin de tout exotisme, l’art de Dvořák orchestrateur se joue dans le domaine de la musique pure, et c’est sans doute pour cette raison que Brahms l’appréciait. Même à New York, lorsqu’il encourageait ses élèves à travailler sur leurs propres mélodies folkloriques, c’est à une véritable recréation des musiques populaires qu’en appelait le compositeur.